# سسنا ۱۶۵
سسنا ۱۶۵ (به انگلیسی: Cessna 165) یک هواگرد ساختِ کارخانهٔ سسنا در کشور ایالات متحده آمریکا است . این هواگرد برای نخستین بار در ۱ ژوئن ۱۹۳۵ میلادی مورد استفاده قرار گرفت.